# Ахмедов Бахтіяр Шахабутдінович
Бахтіяр Шахабутдинович Ахмедов  (рос. Ахмедов Бахтияр Шахабутдинович, 5 серпня 1987) — російський борець вільного стилю, олімпійський чемпіон, бронзовий призер Чемпіонату Європи. Чемпіон світу та Європи 2007 року серед юніорів.

## Виступи на Олімпіадах
| Олімпіада  | Дисципліна | Місце  |
| ---------- | ---------- | ------ |
| Пекін 2008 | 120 кг     | Золото |

## Виступи на Чемпіонатах Європи
| Змагання                         | Збірна | Вагова категорія | Місце  |
| -------------------------------- | ------ | ---------------- | ------ |
| Чемпіонат Європи з боротьби 2008 | Росія  | 120 кг           | Бронза |
| Чемпіонат Європи з боротьби 2011 | Росія  | 120 кг           | 9      |
| Чемпіонат Європи з боротьби 2012 | Росія  | 120 кг           | 7      |

## Виступи на Кубках світу
| Змагання                    | Збірна | Вагова категорія | Місце |
| --------------------------- | ------ | ---------------- | ----- |
| Кубок світу з боротьби 2007 | Росія  | 120 кг           | 4     |
| Кубок світу з боротьби 2011 | Росія  | 120 кг           | 7     |

## Виступи на інших змаганнях
| Змагання                                       | Збірна | Вагова категорія           | Місце  |
| ---------------------------------------------- | ------ | -------------------------- | ------ |
| Кубок Імамалі Хабібі і Абдоллаха Мохамеда 2010 | Росія  | 120кг                      | 10     |
| Золотий Гран-прі з боротьби 2011               | Росія  | абсолютна вагова категорія | Золото |
| Золотий Гран-прі з боротьби 2011               | Росія  | 120 кг                     | Золото |
| Турнір Алі Алієва 2011                         | Росія  | 120 кг                     | Золото |
| Кубок Рамзана Кадирова 2011                    | Росія  | 120 кг                     | Срібло |
| Золотий Гран-прі з боротьби 2012               | Росія  | 120 кг                     | Золото |